# Osmia austromaritima
Osmia austromaritima är en biart som beskrevs av Michener 1936. Osmia austromaritima ingår i släktet murarbin, och familjen buksamlarbin. Inga underarter finns listade i Catalogue of Life.